# 钱江铁路新桥
钱江铁路新桥，又名钱江十桥，是杭州市一座跨钱塘江的四线铁路桥，主桥桥面有沪昆高铁、杭甬高铁两条铁路。位于钱江二桥上游，两桥相隔20.9米。

## 简介
2007年12月开工，2010年合龙。全长2222.22米，其中正桥长1340米。设计时速250公里/小时，而钱江二桥最高只有120公里/小时。2013年7月1日启用。
- 启用时只开通沪昆两线，受杭州枢纽施工及市区限速等影响，限速160公里/小时通过。
- 2014年10月下旬随着杭长高铁通车临近，杭州枢纽施工进入新的阶段，杭州东至杭州南区间依旧利用沪昆正线双线运行并无开通四线，铁路桥也依旧只启用杭长两线，杭长高铁将与杭甬高铁共线运行。杭甬高铁则通过杭长-杭甬联络线汇入杭长正线。速度提升至200公里/小时。
- 2016年1月10日起，启用杭州东至杭州南三四线。有近50对车已经改由经杭甬线通过大桥，提高了通过能力。[2]

## 意义
新桥北接改建后的杭州东站，南连杭州南站（原萧山站）。而钱江一桥上只有单线，钱江二桥只有双线，还都是客货两用的，这不能满足铁路过江需求。新桥建成通车后，钱塘江上的铁路通道从3线升至7线，极大地缓解了过江交通的压力。